# Брагин, Николай Михайлович
Никола́й Миха́йлович Бра́гин (1902—1940) — старший политрук Рабоче-крестьянской Красной Армии, участник гражданской и советско-финской войн, Герой Советского Союза (1940).

## Биография
Николай Брагин родился в 1902 году в Твери в рабочей семье. Русский. Получил начальное образование.
В 1919 году был призван на службу в Рабоче-крестьянскую Красную Армию. Принимал участие в гражданской войне. В 1928 году вступил в ВКП(б). В 1932 году окончил военно-политическую школу. Принимал участие в советско-финской войне. К марту 1940 года старший политрук Брагин был военным комиссаром 90-го отдельного танкового батальона 20-й танковой бригады 7-й армии Северо-Западного фронта.
7 марта 1940 года во время боя за станцию Тали Брагин увлёк за собой в атаку танкистов и пехотинцев, что способствовало успешному захвату господствующей высоты. После окончания боя Брагин организовал эвакуацию раненых, во время которой был убит. Похоронен в братской могиле на южной окраине Выборга.
Указом Президиума Верховного Совета СССР от 21 марта 1940 года за «образцовое выполнение боевых заданий командования на фронте борьбы с финской белогвардейщиной и проявленные при этом отвагу и геройство» старший политрук Николай Брагин посмертно был удостоен высокого звания Героя Советского Союза.

## Награды
- Герой Советского Союза (21 марта 1940, медаль «Золотая Звезда»)[3];
- орден Ленина (21 марта 1940)[3].

## Память
В честь Брагина названы улицы в Ленинграде (1940—1974) — Санкт-Петербурге (с 2018 г.), Твери и Выборге.